# Renault R.S.17
Der Renault R.S.17 war der Formel-1-Rennwagen von Renault für die Formel-1-Weltmeisterschaft 2017. Er ist der 22. Formel-1-Rennwagen von Renault. Er wurde am 21. Februar 2017 in London präsentiert, die Präsentation wurde live auf Youtube übertragen.

## Technik und Entwicklung
Wie alle Formel-1-Fahrzeuge des Jahres 2017 ist der R.S.17 ein hinterradangetriebener Monoposto mit einem Monocoque aus kohlenstofffaserverstärktem Kunststoff (CFK). Außer dem Monocoque bestehen viele weitere Teile des Fahrzeugs, darunter die Karosserieteile und das Lenkrad aus CFK.
Der R.S.17 ist das Nachfolgemodell des R.S.16. Da sich das technische Reglement zur Saison 2017 stark änderte, ist das Fahrzeug größtenteils neu entwickelt. Um hierfür Ressourcen zur Verfügung zu haben, wurde die Weiterentwicklung des Vorgängermodells frühzeitig eingestellt.
Mit einer Gesamtbreite von 2000 mm und einer Breite zwischen Vorder- und Hinterachse von 1600 mm ist das Fahrzeug jeweils 200 mm breiter als das Vorgängermodell. Die Höhe ist mit 950 mm unverändert. Komplett neu sind Frontflügel, der statt 1650 mm nun 1800 mm breit ist, Heckflügel, dessen Breite sich von 750 mm auf 950 mm und dessen Höhe sich von 950 mm auf 800 mm ändert und auch der Diffusor, der nun eine Gesamthöhe von 175 mm statt 125 mm sowie eine um 50 mm erhöhte Breite von 1050 mm hat. Um die Luftführung zum Heckflügel zu verbessern, hat der Wagen eine auffällige Finne an der Motorabdeckung.
Angetrieben wird der R.S.17 vom Renault R.E.17, einem in Fahrzeugmitte montierten 1,6-Liter-V6-Motor mit einem Turbolader sowie einem 120 kW starken Elektromotor, es ist also ein Hybridelektrokraftfahrzeug. Das sequentielle Getriebe mit Titangehäuse des Wagens hat acht Gänge. Der Gangwechsel wird über Schaltwippen am Lenkrad ausgelöst. Das Fahrzeug hat nur zwei Pedale, ein Gaspedal (rechts) und ein Bremspedal (links). Genau wie viele andere Funktionen wird die Kupplung, die nur beim Anfahren aus dem Stand verwendet wird, über einen Hebel am Lenkrad bedient.
Anders als das Vorgängermodell, ist der R.S.17 mit 305 mm breiten Vorderreifen und mit 405 mm breiten Hinterreifen des Einheitslieferanten Pirelli ausgestattet, die auf 13-Zoll-Magnesiumrädern von OZ Racing montiert sind. Damit sind die Reifen an der Vorderachse 60 mm und an der Hinterachse 80 mm breiter als in der Vorsaison. Dies erforderte auch die Entwicklung von neuen Radaufhängungen beim R.S.17. Die Bremsscheiben sind aus mit Kohlenstofffasern verstärkter Siliziumkarbidkeramik.
Der R.S.17 hat, wie alle Formel-1-Fahrzeuge seit 2011, ein Drag Reduction System (DRS), das durch Flachstellen eines Teils des Heckflügels den Luftwiderstand des Fahrzeugs auf den Geraden verringert, wenn es eingesetzt werden darf. Auch das DRS wird mit einem Schalter am Lenkrad des Wagens aktiviert.
Am Rande der ersten offiziellen Testfahrten vor der Saison wurde bekannt, dass das Team von der FIA verwarnt wurde, da die am R.S.17 verwendete Strebe zwischen Motorabdeckung und Heckflügel nicht am Heckflügel selbst, sondern an der Mechanik des DRS montiert sei und somit gegen das technische Reglement verstoße. Daher musste die Strebe bis zum Saisonauftakt umgebaut werden.

## Lackierung und Sponsoring
Der vordere Teil bis zum Cockpit des R.S.17 ist in Gelb, der Rest des Wagens ist in Schwarz lackiert.
Neben dem Hersteller Renault werben Castrol, Genii Capital, Infiniti, Mapfre und Microsoft (für den Cloud-Service Dynamics 365) auf dem Fahrzeug. Ab dem Großen Preis der USA waren zudem auch Sponsorenaufkleber von Estrella Galicia vorhanden.

## Fahrer
Renault trat in der Saison 2017 zunächst mit den Fahrern Nico Hülkenberg und Jolyon Palmer an. Hülkenberg wechselte vor der Saison von Force India zu Renault und ersetzte Kevin Magnussen, der zu Haas wechselte. Palmer bestritt seine zweite Saison für das Team. Palmer wurde dem Großen Preis von Japan durch Carlos Sainz jr. ersetzt, der die Saison bis dahin für Toro Rosso bestritten hatte.

## Ergebnisse
| Fahrer                          | Nr.                             | 1   | 2  | 3  | 4   | 5  | 6   | 7  | 8   | 9  | 10  | 11  | 12 | 13  | 14  | 15 | 16  | 17  | 18  | 19 | 20  | Punkte | Rang |
| ------------------------------- | ------------------------------- | --- | -- | -- | --- | -- | --- | -- | --- | -- | --- | --- | -- | --- | --- | -- | --- | --- | --- | -- | --- | ------ | ---- |
| Formel-1-Weltmeisterschaft 2017 | Formel-1-Weltmeisterschaft 2017 |     |    |    |     |    |     |    |     |    |     |     |    |     |     |    |     |     |     |    |     | 57     | 6.   |
| N. Hülkenberg                   | 27                              | 11  | 12 | 9  | 8   | 6  | DNF | 8  | DNF | 13 | 6   | DNF | 6  | 13  | DNF | 16 | DNF | DNF | DNF | 10 | 6   | 57     | 6.   |
| J. Palmer                       | 30                              | DNF | 13 | 13 | DNF | 15 | 11  | 11 | DNF | 11 | DNS | 12  | 13 | DNF | 6   | 15 | 12  |     |     |    |     | 57     | 6.   |
| S. Sirotkin                     | 46                              |     |    |    | PO  | PO |     |    |     | PO |     |     |    |     |     | PO |     |     |     |    |     | 57     | 6.   |
| C. Sainz                        | 55                              |     |    |    |     |    |     |    |     |    |     |     |    |     |     |    |     | 7   | DNF | 11 | DNF | 57     | 6.   |

| Legende  | Legende            | Legende                                                          |
| Farbe    | Abkürzung          | Bedeutung                                                        |
| -------- | ------------------ | ---------------------------------------------------------------- |
| Gold     | –                  | Sieg                                                             |
| Silber   | –                  | 2. Platz                                                         |
| Bronze   | –                  | 3. Platz                                                         |
| Grün     | –                  | Platzierung in den Punkten                                       |
| Blau     | –                  | Klassifiziert außerhalb der Punkteränge                          |
| Violett  | DNF                | Rennen nicht beendet (did not finish)                            |
| Violett  | NC                 | nicht klassifiziert (not classified)                             |
| Rot      | DNQ                | nicht qualifiziert (did not qualify)                             |
| Rot      | DNPQ               | in Vorqualifikation gescheitert (did not pre-qualify)            |
| Schwarz  | DSQ                | disqualifiziert (disqualified)                                   |
| Weiß     | DNS                | nicht am Start (did not start)                                   |
| Weiß     | WD                 | zurückgezogen (withdrawn)                                        |
| Hellblau | PO                 | nur am Training teilgenommen (practiced only)                    |
| Hellblau | TD                 | Freitags-Testfahrer (test driver)                                |
| ohne     | DNP                | nicht am Training teilgenommen (did not practice)                |
| ohne     | INJ                | verletzt oder krank (injured)                                    |
| ohne     | EX                 | ausgeschlossen (excluded)                                        |
| ohne     | DNA                | nicht erschienen (did not arrive)                                |
| ohne     | C                  | Rennen abgesagt (cancelled)                                      |
| ohne     | keine WM-Teilnahme |                                                                  |
| sonstige | P/fett             | Pole-Position                                                    |
| sonstige | 1/2/3/4/5/6/7/8    | Punktplatzierung im Sprint-/Qualifikationsrennen                 |
| sonstige | SR/kursiv          | Schnellste Rennrunde                                             |
| sonstige | *                  | nicht im Ziel, aufgrund der zurückgelegten Distanz aber gewertet |
| sonstige | ()                 | Streichresultate                                                 |
| sonstige | unterstrichen      | Führender in der Gesamtwertung                                   |